# Araujia
Araujia es un género de fanerógamas de la familia Apocynaceae. Son originarios de América del SurComprende 13 especies descritas y de estas, solo 7 aceptadas.

## Descripción
Son plantas perennes con las hojas opuestas; cordadas u ovales. La inflorescencia en racimos o panículas. Los frutos, en general, ovoides, con gruesos surcos longitudinales.
Número de cromosomas: 2n= 20 (A. angustifolia Steud.), o 22 (A. sericifera Brot.). 

## Taxonomía
El género fue descrito por Félix de Avelar Brotero y publicado en Transactions of the Linnean Society of London 12: 62–70, pl. 4–5. 1817.
Etimología
El nombre fue otorgado en honor de Araujo de Matos, probablemente un coleccionista brasileño o portugués, nacido en los años 1700.
Las especies se encuentran clasificadas en tres secciones:
- sect. Araujia
- sect. Lagenia (E. Fourn.) Malme
- sect. Schistanthera Schltr.

## Especies aceptadas
A continuación se brinda un listado de las especies del género Araujia aceptadas hasta octubre de 2013, ordenadas alfabéticamente. Para cada una se indica el nombre binomial seguido del autor, abreviado según las convenciones y usos.
- Araujia angustifolia (Hook. & Arn.) Steud.
- Araujia graveolens (Lindl.) Mast.
- Araujia hortorum E.Fourn.
- Araujia megapotamica (Spreng.) G.Don
- Araujia plumosa Schltr.
- Araujia sericifera Brot.
- Araujia subhastata E.Fourn.